# فرخنده صادق
فرخنده صادق (زادهٔ ۱۳۴۷ هجری خورشیدی) کوهنورد، مربی یخ و برف و سنگنوردی و گرافیست ایرانی است. او به همراه لاله کشاورز نخستین زنان ایرانی و نخستین زنان مسلمان جهان هستند که در نهم خرداد ماه ۱۳۸۴ موفق به فتح قله اورست شدند. او همچنین در سال‌های ۱۳۷۹ قله مراپیک و ۱۳۸۰ قله پوموری از رشته‌کوه هیمالیا را فتح کرده‌است.